# 芮釗
芮釗（1408年6月7日—1462年9月19日），字宗遠，順天府通州寶坻縣人，明朝政治人物。正統壬戌進士。天顺間官至甘肃巡抚。

## 生平
永乐六年（1408年）五月十六日，生于宝坻县卷子村，后入学为国子生。正統三年（1438年）中式戊午科順天府鄉試第七十二名舉人。正統四年，会试中乙榜第二十名，按惯例当授予教学官，不能足芮钊志向，于是放弃，从太学卒业。正統七年（1442年）壬戌科會試第二十名，殿試登進士第三甲第五十二名。同年，观政都察院，授河南监察御史。正統九年，奉命巡按辽东，既归复河南巡按，已而复江西巡按。
景泰元年（1450年），擢江西按察副使。 景泰二年（1451年）八月十三日，其父芮琦卒景泰五年（1454年），任陜西右布政使。景泰六年（1455年），任陜西左布政使。
天顺元年（1457年），拜为嘉议大夫、都察院右副都御史，食从二品禄，授以玺书，任甘肃巡抚。天顺二年二十七日，得命加巡抚甘肃关防权。天顺三年农历十二月三十日，其母陈氏卒。天顺五年，因孛来领北元军进犯凉州，遂率军抵御，击退来犯之敌。天顺六年，同宣城伯卫颖重修西夏忠武王庙官至甘肅巡撫。同年九月三日，卒于甘肃巡抚任上，享年五十五岁。后被崇祀于甘州名宦祠、宝坻乡贤祠。

## 墓葬
芮釗清貧，身後無以為歛。灵柩运回宝坻后，明英宗遣顺天府府丞国盛赐祭，同三年前谕祭其母陈氏的诔文，分别铭刻在两块石碑上，立于宝坻城东芮家坟。

## 家族
- 曾祖父：芮宏甫
- 祖父：芮仲琚
- 父亲：芮琦[4]
- 母亲：陈氏，宝坻人，封孺人
- 妻：许氏，宝坻人，先封孺人，后加封淑人
- 兄：芮贵清、芮铠
- 弟：芮镗、芮鉴、芮钟、芮铎、芮铜
- 子：芮诚，医学训科
- 女儿：芮氏，嫁国子监生张瑄

## 纪念地
今甘肃省酒泉市金塔县航天镇营盘村，俗称“将军营盘”，又因芮钊曾扎营于此，还被称作“芮公营”，遗址尚存
。